# Lasioglossum matoporum
Lasioglossum matoporum là một loài Hymenoptera trong họ Halictidae. Loài này được Cockerell mô tả khoa học năm 1934.